# 复兴镇 (淮安市)
复兴镇，是中华人民共和国江苏省淮安市淮安区下辖的一个乡镇级行政单位。

## 行政区划
复兴镇下辖以下地区：
渔滨社区、复兴社区、城头村、田桥村、大郭村、任桥村、朱庄村、南季村、裴联村、陈杨村和大李村。